# Jasień (gmina)
Jasień – gmina miejsko-wiejska w województwie lubuskim, w powiecie żarskim. W latach 1975–1998 gmina położona była w województwie zielonogórskim.
Siedziba gminy to Jasień.
Według danych z 31 marca 2011 gminę zamieszkiwało 7314 osób. Natomiast według danych z 31 grudnia 2017 roku gminę zamieszkiwały 7102 osoby.

## Struktura powierzchni
Według danych z roku 2002 gmina Jasień ma obszar 127,02 km², w tym:
- użytki rolne: 39%
- użytki leśne: 52%

Gmina stanowi 9,12% powierzchni powiatu.

## Demografia

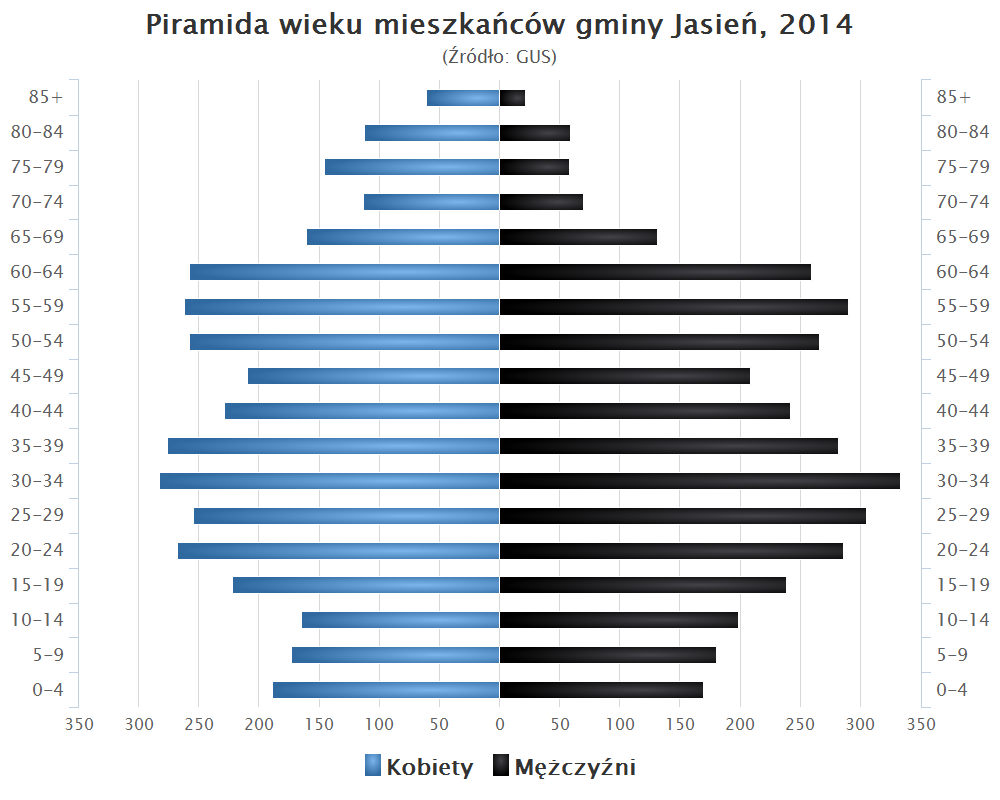
Piramida wieku mieszkańców gminy Jasień w 2014 roku

Dane z 31 grudnia 2017 roku:
| Opis                | Ogółem | Ogółem | Kobiety | Kobiety | Mężczyźni | Mężczyźni |
| ------------------- | ------ | ------ | ------- | ------- | --------- | --------- |
| jednostka           | osób   | %      | osób    | %       | osób      | %         |
| populacja           | 7 102  | 100    | 3 543   | 49,9    | 3 559     | 50,1      |
| Gęstość zaludnienia | 56     | 56     | 27      | 27      | 29        | 29        |

## Sąsiednie gminy
Lipinki Łużyckie, Lubsko, Nowogród Bobrzański, Tuplice, Żary